# Моянци (община Арачиново)
Моянци (макед. Мојанци; алб. Majanca, Маянца) — село в Республике Македония, входит в общину Арачиново, находится к северо-востоку от Скопье. Село расположено к югу от горного массива Скопска-Црна-Гора. Высота над уровнем моря — 428 м.

## История
Моянци расположены в историко-географической области Скопская Черногория.
Известный албанолог середины девятнадцатого века — австрийский консул Иоганн Георг фон Хан на этнической карте долины Южной Моравы 1861 года указал населённый пункт Моянца как албанское село.
В 1900 году в селе называемом тогда болгарами Маалци из общего числа жителей 30 были болгары (македонцы)-христиане, а 90 — албанцы, мусульмане. На этнической карте немецкого антрополога и зоолога Леонарда Шульце 1927 года населённый пункт Моянце указан как албанское село..

## Население
Этническая структура населения в селе по переписи населения 2002 года:
- албанцы — 2315 жителей;
- македонцы — 2 жителя;
- остальные — 8 жителей.